# Der Abenteurer – Der Fluch des Midas
Der Abenteurer – Der Fluch des Midas (Originaltitel The Adventurer: The Curse of the Midas Box) ist ein britisch-spanisch-belgischer Abenteuerfilm aus dem Jahr 2013 von Jonathan Newman. Der Film basiert auf den gleichnamigen Roman von Graham P. Taylor.

## Handlung
Mariah Mundi muss einen harten Schicksalsschlag verkraften: erst verschwinden seine Eltern unter mysteriösen Umständen, danach wird sein Bruder Felix in den Straßen Londons entführt. Daher bleibt ihm keine andere Wahl, als sich dem rätselhaften Will Charity, der für die Geheimorganisation Amt für Altertümer arbeitet, anzuschließen. Die Regierungsorganisation ist für die Aufklärung von gefährlichen, übernatürlichen Phänomenen verantwortlich. Ihr Abenteuer führt sie zum geheimnisvollen und majestätischen Prince Regent, einem riesigen, dampfbetriebenen Hotel auf einer kleinen Insel am weitesten entfernten Teil des Imperiums. Mariah muss mit der Hilfe der jungen Frau Sacha die Geheimnisse der Insel lüften, um die Wahrheit hinter dem Verschwinden seiner Familie herauszufinden. Zu allem Überfluss lebt zurzeit der bösartige Otto Luger im Hotel, dem es gelungen ist, die mystische und mächtige Midas-Box in die Hände zu bekommen.
Er erfährt, dass seine Eltern verschwanden, da sie etwas mit der Entdeckung der Midas-Box zu tun hatten. Am Ende macht sich Will auf die Suche nach den Eltern der Jungen, die immer noch vermisst werden. Er verspricht, für Mariah zurückzukehren. Eine Szene in der Mitte des Abspanns enthüllt, dass ihre Mutter vom Bösewicht Gormenberg, ihrem Ehemann, dem Vater der Jungen, nach Ägypten verschleppt wurde.

## Hintergrund

### Produktion
Der Film sollte den Startpunkt einer von der Produktionsfirma Entertainment Motion Pictures geschaffenen Filmreihe setzen. Stand Januar 2024 erfolgte jedoch noch keine Fortsetzung.
Die Dreharbeiten starteten im April 2012 und dauerten samt Postproduktion ein gutes Jahr. Gedreht wurde im Südwesten Englands, darunter St Michael’s Mount, Bristol, Bath, Charlestown Harbour, der Bahnhof Kidderminster Town und dem Lacock Abbey.
Das Filmbudget lag bei geschätzten 15 Mio. US-Dollar.

### Veröffentlichung
Der Film erschien am 5. Dezember 2013 als Video-on-Demand. Im Januar 2014 erschien er in insgesamt 82 Kinos und spielte am Startwochenende 4.756 US-Dollar ein. Weltweit spielte der Film fast 130.000 US-Dollar ein. In Deutschland startete der Film am 23. Mai 2014 in den Videoverleih. Seine Free-TV-Premiere feierte er am 23. August 2015.

## Rezeption
„Die Verfilmung des Auftakts der "Mariah Mundi"-Romanreihe liefert solide, wenn auch nicht sonderlich originelle Abenteuer-Unterhaltung. Die Hauptfigur bleibt etwas blass, was pointiert gezeichnete Nebenfiguren ausgleichen.“

Dennis Harvey von Variety fand den Film „formelhaft“ und fasste ihn zusammen als „ein guter Zeitfüller für ein wahlloses jüngeres Publikum, der etwas Hoffnung gibt, dass zukünftige Entwicklungen größere Gewinne bringen könnten.“ IndieWire wertet den Film als „langweilig“ und kritisiert die schwachen Texte. Lob erhält allerdings Lena Headey für ihre schauspielerischen Leistungen. The Hollywood Reporter lobte die Produktionswerte, betrachtet den Film jedoch als „toten Versuch“, ein neues Franchise zu starten. Das Slant Magazine urteilt, dass der Film optisch bezaubernde Bilderbuchqualitäten hätte.
Im Audience Score, der Zuschauerwertung auf Rotten Tomatoes, hat der Film bei über 500 Bewertungen eine Wertung von 56 %. In der Internet Movie Database hat der Film bei über 7.150 Stimmenabgaben eine Wertung von 5,4 von 10,0 möglichen Sternen (Stand: Januar 2024).